# Arthur Dandelot
Arthur Dandelot, né le 27 février 1864 à Paris (10e arrondissement) et mort le 12 août 1943 à Paris (4e arrondissement) est un critique musical français. 

## Éléments biographiques
Fils de Jeanne Marie Dandelot et de père inconnu, Arthur Eugène Dandelot voit le jour le 27 février 1864 au 134, rue du Faubourg-Saint-Martin à Paris.
En 1882, il devient critique musical à la revue Piano soleil. Il est le créateur, avec son beau-frère Auguste Mangeot en 1889, de la revue Le Monde musical.
Il est le fondateur du "Bureau de concerts Dandelot", sorte d'agent artistique, peut-être le premier du genre, qui accueille les plus grands artistes : Saint-Saëns, Messager, Rubinstein, Monteux, Ysaÿe[Lequel ?], Prokofiev.
Il est le père de Georges Dandelot, le compositeur et artiste, et de Maurice Dandelot (1897-1964) qui continua l’œuvre de son père.

## Ses œuvres
- Gounod, 1818-1893, sa vie et ses œuvres d'après des documents inédits, en collaboration avec Jacques-Gabriel Prod'homme et une préface de Camille Saint-Saëns, 1911
- Résumé d'histoire de la musique, préface de Maurice Emmanuel, M. Senart, 1917, 179 p.
- Francis Planté, une belle vie d'artiste, Édouard Dupont, Paris, 1920, 79 p.
- La Société des concerts du Conservatoire (1828-1923); avec une étude historique sur les grands concerts symphoniques avant et depuis 1828, 1923.
- Évolution de la musique de théâtre depuis Meyerbeer jusqu'à nos jours, 1927
- Petits côtés amusants de la vie musicale, 1929
- Complément du résumé d'histoire de la musique, 1929
- Autres petits côtés amusants de la vie musicale, 1932
- Petits mémoires musicaux, 1936